# Кульпина, Валентина Григорьевна
Валентина Григорьевна Кульпина (род. 22 июня 1947, Вена) — российский лингвист, славист, переводчик, педагог. Доктор филологических наук (2003), доцент по кафедре славянских языков и культур Факультета иностранных языков и регионоведения МГУ имени М. В. Ломоносова.

## Биография
В 1970 году окончила славянское отделение филологического факультета МГУ, после чего продолжила обучение в аспирантуре. С 1 ноября 1971 года работает в МГУ имени М. В. Ломоносова. В 1976 году окончила аспирантуру, в последний год обучения проходила стажировку в Польше.
В 1986 году в МГУ защитила кандидатскую диссертацию на тему «Система падежного функционирования личных местоимений в польском языке».
С 1993 года работает на факультете иностранных языков МГУ (с 2005 — факультет иностранных языков и регионоведения МГУ). С 17 января 1996 года — доцент по кафедре славянских языков и культур.
В 2003 году в Российском университете дружбы народов защитила докторскую диссертацию на тему «Теоретические аспекты лингвистики цвета как научного направления сопоставительного языкознания». Считается специалистом по польскому языку и литературе, в частности, автор соответствующих переводных словарей.
Научный вклад: около 300 статей, два десятка книг (автор, редактор или переводчик), более полусотни докладов на российских и международных конференциях, членство в редколлегиях нескольких журналов (в том числе заместитель главного редактора журнала «Славянское терминоведение»), членство в двух диссертационных советах, прочитано более полусотни учебных курсов в МГУ.
Муж — лингвист-терминовед В. А. Татаринов (1952—2024).

## Награды и премии
- Почётная грамота МГУ в связи с 225-летием МГУ;
- Медаль «В память 850-летия Москвы».

## Основные публикации
- Пособие по польскому языку для студентов гуманитарных факультетов / В. Г. Кульпина. — М.: Изд-во МГУ, 1992. — 89 с. — ISBN 5-211-02795-7.
- Взаимодействие культур сквозь призму лингвокультурологической категории культурно-исторической точки отсчёта / В. Г. Кульпина // Россия и Запад: диалог культур: Материалы 2-й Международной конференции 28-30 ноября 1995 г.: Вып. 3. — М., 1996.
- Лингвистика цвета: Термины цвета в польском и русском языках / В. Г. Кульпина; Фак. иностр. яз. МГУ им. М.В. Ломоносова. — М.: Московский Лицей, 2001. — 472 с. — (Библиотека журнала «Русский Филологический Вестник»). — 1000 экз. — ISBN 5-7611-0303-6. (в пер.)
- Польско-русский общенаучный словарь / В. Г. Кульпина; Отв. ред. В. А. Татаринов. — М.: Московский Лицей, 2007. — 304 с. — ISBN 978-5-7611-0460-0.

Диссертация
- Теоретические аспекты лингвистики цвета как научного направления сопоставительного языкознания: Автореф. дис. на соиск. учен. степ. д-ра филол. наук : 10.02.20 / Кульпина Валентина Григорьевна; (Моск. гос. ун-т им. М. В. Ломоносова). М., 2002.